# Conspirație

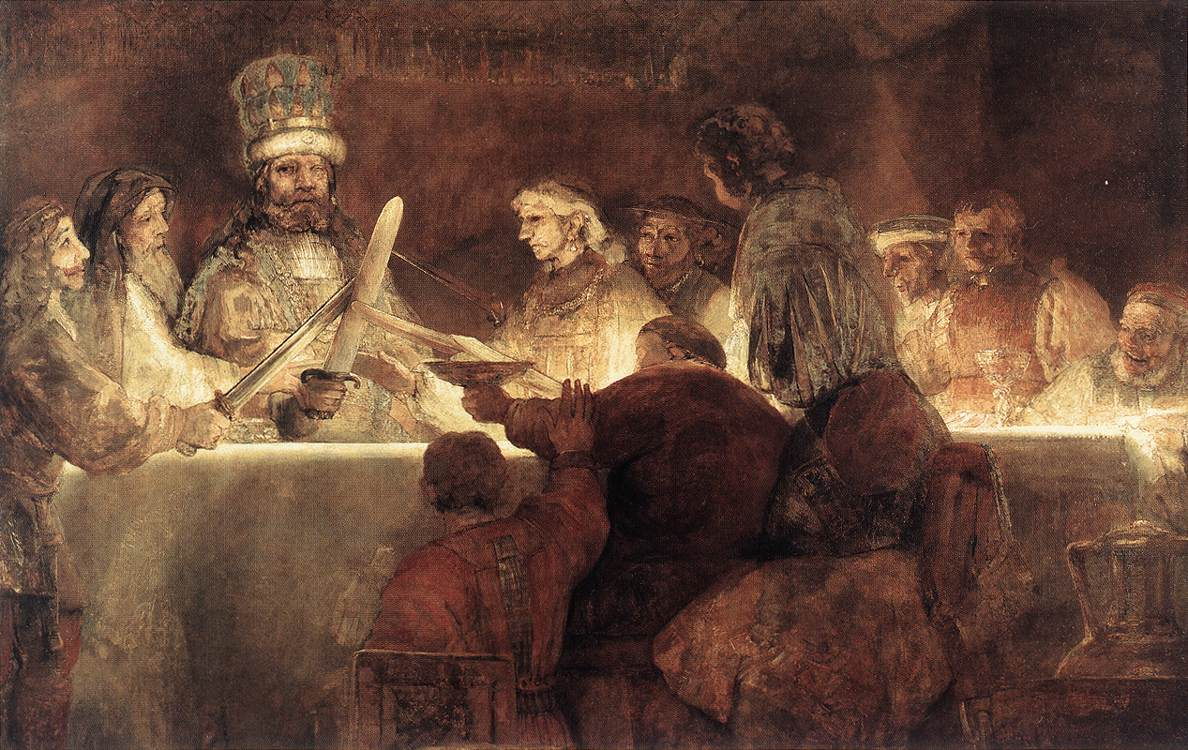
Conspiraţia batavilor
pictură de Rembrandt

Conspirația (latină: con = împreună, spirare = a respira) reprezintă o înțelegere secretă între două sau mai multe persoane, cu scopul comun de a efectua o activitate ilegală, imorală sau cu conotații negative pentru societate, respectiv o uneltire secretă și ilegală îndreptată împotriva instituțiilor statului (șeful statului, guvern etc.) sau a ordinii publice.
Din punct de vedere economic, conspirația reprezintă o înțelegere prin care două sau mai multe persoane acționează în comun, împotriva pieței sau a altor participanți la tranzacții, pentru a beneficia în dauna celor din urmă.
Acțiunea de a demasca o conspirație se numește deconspirare.
O persoană care participă la o conspirație se numește conspirator.

## Conspirația tăcerii
Acțiuni deliberate de a ascunde informații importante de la un anumit grup de indivizi sau de la societate în ansamblu.

## Tipuri de conspirații
- Conspirația (civilă), un acord între oameni de a înșela, de a induce în eroare sau de a înșela pe alții de drepturile lor legale sau de a obține un avantaj neloial
- Conspirația (penală), un acord între oameni de a încălca legea în viitor, în unele cazuri fiind săvârșită o faptă pentru a continua acest acord
- Conspirația (politică), un acord între oameni cu scopul de a câștiga puterea politică sau de a îndeplini un obiectiv politic

## Conspirații celebre
- Conspirația lui Catilina
- Asasinarea lui Iulius Cezar
- Complotul prafului de pușcă
- Atentatul din 20 iulie 1944 împotriva lui Hitler